# Julian (Kaiser)

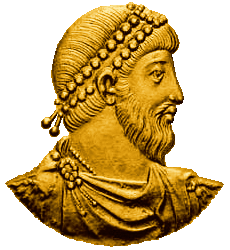
Bildnis Julians auf einer Münze aus Antiochia

Flavius Claudius Iulianus (griechisch Φλάβιος Κλαύδιος Ἰουλιανός Flávios Kláudios Ioulianós; geboren 331 oder 332 in Konstantinopel; gestorben am 26. Juni 363 in der Nähe von Maranga am Tigris) war von 360 bis 363 römischer Kaiser. In christlich geprägten Quellen wird er häufig als Iulianus Apostata, deutsch auch Julian Apostata, bezeichnet (griechisch Ἰουλιανὸς ὁ Ἀποστάτης Ioulianos ho Apostates ‚Julian der Apostat‘, d. h. ‚der Abtrünnige‘), da er den christlichen Glauben aufgegeben hatte. Selten bezeichnet man ihn als Julian II., wenn Didius Julianus als Julian I. gezählt wird.
Julian war ein Enkel Kaiser Constantius’ I., ein Neffe Kaiser Konstantins des Großen und ein Vetter Kaiser Constantius’ II. Letzterer ernannte Julian 355 zum Caesar (Juniorkaiser bzw. Unterkaiser) und beauftragte ihn, Gallien gegen die Germanen zu verteidigen. Diese Aufgabe erfüllte er sehr erfolgreich, doch blieb sein Vetter nicht ohne Grund misstrauisch: Als Constantius II. einen Teil der gallischen Truppen an die Ostgrenze des Reiches verlegen wollte, um gegen die Perser zu kämpfen, rebellierten die Soldaten im Jahr 360 und riefen Julian zum Kaiser aus. Nur der baldige Tod Constantius’ II. im Jahr 361 verhinderte einen Bürgerkrieg.
Julians kurze Regierungszeit als Alleinherrscher war innenpolitisch durch seinen vergeblichen Versuch geprägt, das durch Konstantin den Großen im Reich privilegierte Christentum zurückzudrängen. Er wollte der alten römischen, besonders aber der griechischen Religion und den östlichen Mysterienkulten, im Folgenden vereinfachend als „Heidentum“ bezeichnet, durch staatliche Förderung wieder eine Vormachtstellung verschaffen. Julian unternahm eine große und ehrgeizige Militäroperation gegen das Sassanidenreich, in deren Verlauf er fiel. Sein Tod begrub jegliche Hoffnung auf eine Renaissance nichtchristlicher Weltanschauungen im Imperium Romanum.

## Zeitgeschichtlicher Hintergrund

### Die konstantinische Dynastie
Das Römische Reich durchlief zu Beginn des 4. Jahrhunderts einen tiefgreifenden Wandel. Julians Onkel Konstantin der Große hatte sich in den Nachfolgekämpfen, die mit dem Ende der von Kaiser Diokletian begründeten Tetrarchie ausgebrochen waren, durchgesetzt und so die konstantinische Dynastie begründet, deren letztes Mitglied Julian war. Konstantin hatte gut ein Jahr vor der Geburt seines Neffen die Residenz des römischen Kaisers nach Konstantinopel verlegt.
Bedeutsam war Konstantins Regierungszeit vor allem aus zwei Gründen: Zum einen verlagerte er die Zentralmacht mit der neuen, dauerhaften Hauptstadt Konstantinopel in den weiter entwickelten Ostteil des Reiches, der ohnehin immer mehr an Bedeutung gewonnen hatte. Zum anderen förderte er das Christentum und leitete somit die Christianisierung des römischen Reiches ein (konstantinische Wende). Auch wenn die traditionellen Götterkulte nicht abgeschafft wurden, verloren sie doch an Kraft und Einfluss. Diese Entwicklung versuchte Julian später aufzuhalten.
Konstantin starb im Mai 337. Während der Wirren nach seinem Tod kam es zur Säuberung von 337, der viele Mitglieder der Kaiserfamilie, darunter Julians Vater Julius Constantius und sein ältester Bruder, zum Opfer fielen. Erst zum Jahresende beruhigte sich die Lage wieder.
Die Nachfolge Konstantins übernahmen dessen Söhne Konstantin II., Constantius II. und Constans. Konstantin II. starb bereits 340, als er versuchte, seinen jüngeren Bruder Constans anzugreifen. Dieser fiel 350 im Kampf gegen den Usurpator Magnentius. Constantius II. setzte nun Julians Bruder Gallus als Unterkaiser (Caesar) für den Osten des Reiches ein.

### Bedrohung von außen und Probleme im Inneren
Konstantin hatte sich nicht zuletzt aus außenpolitischen Erwägungen für die neue Hauptstadt entschieden, denn Konstantinopel lag etwa gleich weit entfernt von den bedrohten Grenzen des Reiches an Donau und Euphrat. Während jedoch an der Donau die Lage am Vorabend von Hunnensturm und Völkerwanderung noch weitgehend gesichert war, blieb die Lage im Osten gefährlich, da das Neupersische Reich nach einem unruhigen Frieden gegen Ende der Regierungszeit Konstantins I. unter Schapur II. wieder in die Offensive ging.
Ein weiterer außenpolitischer Brennpunkt war und blieb die Rheingrenze in Gallien. Dort hatten germanische Stämme mehrere gallische Städte eingenommen und zerstört, und mit Magnentius (350) und Silvanus (355) hatten sich gleich zwei römische Offiziere germanischer Herkunft zu Gegenkaisern ausrufen lassen.
Die blutigen innerfamiliären Säuberungen, die wohl die Position der Konstantinssöhne sichern sollten, verhinderten zwar zunächst einen Bürgerkrieg, konnten aber nicht über die Differenzen zwischen den drei neuen Kaisern hinwegtäuschen. So spaltete der Streit zwischen Arianern und Orthodoxen die kaiserliche Familie auch auf religiösem Gebiet. Während Konstantin II. und auch Constantius den Arianern zuneigten, vertrat Constans die Linie der Orthodoxie. Der Streit zwischen Konstantin und Constans eskalierte bereits 340, ein Bruderkrieg wurde nur durch den Tod Konstantins in einem Scharmützel bei Aquileia verhindert.
Nach einigen Jahren relativer Ruhe sorgte ab 350 die Usurpation des Magnentius erneut für innere Probleme. Constans, dessen schlechtes Verhältnis zum Militär sich nun rächte, wurde auf der Flucht getötet. Der letzte überlebende Sohn Konstantins des Großen, Constantius II., konnte den Usurpator zwar besiegen und so die Alleinherrschaft erringen, musste aber, wie gesagt, zur Aufrechterhaltung der kaiserlichen Präsenz im Osten seinen Cousin Gallus, Julians Bruder, zum Unterkaiser ernennen. Da Constantius II. einsah, dass das Römische Reich inzwischen mindestens zweier Kaiser bedurfte, er aber zugleich am dynastischen Anspruch der Konstantinischen Dynastie festhielt, kamen nur seine beiden letzten männlichen Verwandten, Julian und Gallus, als Unterkaiser infrage. Diesen misstraute Constantius II., der wahrscheinlich 337 für den Tod ihres Vaters verantwortlich gewesen war, allerdings. Gallus blieb als Caesar im Osten, während Constantius im Westen kämpfte. Er soll angeblich ein regelrechtes Terrorregime geführt haben; ob diese Vorwürfe zutreffen, ist ungewiss, aber zweifellos bot sein Verhalten Anlass zu dem Verdacht, er wolle sich mit der Rolle als Caesar nicht auf Dauer begnügen. Er wurde schließlich von Constantius II. nach Westen gelockt, dort inhaftiert und dann hingerichtet, ohne dass der Augustus (Seniorkaiser) ihn auch nur persönlich angehört hätte. Julians Briefe legen nahe, dass er fortan Constantius für den Mörder seines Bruders hielt, auch wenn er sich zunächst von Gallus distanzierte.

## Leben

### Aufstieg

#### Kindheit und Jugend
Flavius Claudius Julianus wurde 331 oder (weniger wahrscheinlich) 332 in Konstantinopel als Sohn des Julius Constantius, eines Halbbruders Konstantins des Großen, und seiner zweiten Frau Basilina, der Tochter des ägyptischen Prätoriumspräfekten Iulius Iulianus, geboren. Julian trug den Gentilnamen der Kaiserdynastie, Flavius, den Namen seines angeblichen Vorfahren Claudius Gothicus und den Namen seines Großvaters, Julianus. Er hatte zwei ältere Halbbrüder und eine Halbschwester, die Kinder der Galla, der ersten Frau des Julius Constantius.
Julians Mutter starb bereits kurz nach seiner Geburt. Dennoch verlebte er nach eigenem Bekunden eine idyllische Kindheit. Diese endete aber schon im Jahr 337, als Julian sechs Jahre alt war: Soldaten ermordeten fast alle männlichen Verwandten des verstorbenen Kaisers Konstantin, darunter Julians Vater und seinen ältesten Bruder. Die Hintergründe dieser Säuberung von 337 sind unklar – offenbar sollten potentielle Thronkonkurrenten der Konstantinssöhne Konstantin II., Constantius II. und Constans ausgeschaltet werden. Ob die Säuberungsaktion von den neuen Kaisern ausging oder vom Militär in vorauseilendem Gehorsam durchgeführt wurde, kann heute nicht mit Sicherheit gesagt werden. Julian und sein zweiter Halbbruder Gallus wurden jedenfalls wegen ihres Alters verschont.
Julian lebte danach ein Jahr in Nikomedia bei Bischof Eusebius, einem entfernten Verwandten, der ihn in die christliche Lehre einführte. Später wurde er von dem gebildeten Eunuchen Mardonios, der vor ihm bereits seine Mutter Basilina erzogen hatte, dem Grammatiker Nikokles und dem Rhetor Hekebolios unterrichtet. Neben seinem Großvater Julianus kümmerte sich auch sein Cousin, Kaiser Constantius II., um die Ausbildung Julians. Nach einigen Jahren in Konstantinopel kehrte er 345 auf Geheiß des Kaisers nach Nikomedia zurück. Ab 346 lebte er dann mit seinem Halbbruder Gallus, der die letzten Jahre wohl in Ephesos verbracht hatte, auf dem Landgut Macellum in Kappadokien.
Julian wurde zwar christlich erzogen, las aber auch die Schriften des heidnischen Rhetoriklehrers Libanios, der 363 seine Grabrede verfassen sollte (den Epitaphios). Dessen Unterricht besuchte er jedoch nicht. Sein Lehrer Hekebolios war mit Libanios verfeindet und auch Constantius II. wollte seinen Cousin nicht dem Einfluss des streitbaren Heiden aussetzen. Julian besorgte sich jedoch Mitschriften der Vorlesungen des Libanios, die er genau studierte. Dies war der erste Schritt hin zu seiner späteren Abwendung vom Christentum.

#### Abwendung vom Christentum
Julian knüpfte früh Kontakte zu den Neuplatonikern, die entschiedene Anhänger der alten Religion waren. Er begab sich 351 nach Pergamon, wo Aidesios lehrte, ein Schüler des prominenten Neuplatonikers Iamblichos. Iamblichos hatte die Theurgie, das Konzept eines rituellen Zusammenwirkens mit den Göttern, in den Neuplatonismus eingeführt und philosophisch begründet. Julian bezeichnete Iamblichos als den dritten großen Philosophen nach Pythagoras und Platon. Da ihn die Theurgie besonders anzog, begab er sich zwischen Mai 351 und April 352 zu Studienzwecken nach Ephesos, wo der Theurg und Aidesios-Schüler Maximos von Ephesos lehrte. Julian schätzte Maximos sehr und blieb später als Caesar in brieflichem Kontakt mit ihm. Maximos scheint bei Julians Hinwendung zur alten Religion eine wichtige Rolle gespielt zu haben. Möglicherweise verstärkte diesen Prozess 354 die Hinrichtung seines Halbbruders Gallus, dem der Kaiser Hochverrat vorwarf, und die eigene Inhaftierung durch Constantius. Viele Forscher, wie etwa Glen Bowersock oder Klaus Bringmann, vertreten die Ansicht, dass sich Julian bereits um das Jahr 351 insgeheim dem Heidentum zuwandte und sich in der Folgezeit nur noch äußerlich zum Christentum bekannte. Sie lesen dies aus gewissen Äußerungen Julians ab sowie aus einer Rede des Libanios, der Maximos in diesem Zusammenhang eine besondere Bedeutung beimisst. Klaus Rosen hingegen meint, Julian habe zwar bereits ab 351 seinen langen Weg zur alten Religion eingeschlagen, zu seinem Bekehrungserlebnis sei es aber erst gekommen, als ihm durch den Tod Constantius’ II. 361 die Alleinherrschaft zufiel, was er auf ein Eingreifen der alten Götter zurückführte.
354/55 wurde Julian von seinem misstrauischen Vetter Constantius in Mailand und Como faktisch in Haft gehalten. Nach der Entlassung aus der achtmonatigen Gefangenschaft blieb er zumindest äußerlich Christ, ließ sich aber vielleicht schon 355 in die eleusischen Mysterien einführen. Im selben Jahr studierte er mit den späteren Kirchenvätern Gregor von Nazianz und Basilius von Caesarea in Athen beim neuplatonischen Philosophen Priskos. Diese Studienzeit war aber schon nach wenigen Wochen zu Ende, als er wieder an den Hof seines Cousins Constantius II. gerufen wurde.

#### Ernennung zum Caesar
Am 6. November 355 wurde er von Constantius II. nach der Usurpation des Silvanus auf Vorschlag der neuen Kaiserin Eusebia, die sich bereits während seiner Gefangenschaft für ihn eingesetzt hatte, zum Caesar ernannt, also zum Unterkaiser des Constantius. Er sollte als letztes überlebendes Mitglied der konstantinischen Familie neben dem Kaiser selbst die kaiserliche Präsenz im Westen aufrechterhalten, während sich Constantius im Osten in Verhandlungen mit dem persischen Sassanidenreich befand. Julian drückte seine Dankbarkeit gegenüber Eusebia 356/57 in einem Panegyrikus aus.
Um die neue Verbundenheit der beiden Kaiser zu bestätigen, heiratete Julian noch 355 die Kaiserschwester Helena. Am 1. Dezember reiste er ab Richtung Norden, begleitet vom Heermeister Ursicinus. Ein wichtiger, von Constantius ausgewählter Berater Julians war Saturninius Secundus Salutius. In Vienne verbrachte der Caesar den Winter. Im folgenden Jahr begann er seine Feldzüge im Rheingebiet. Zunächst unternahm er einige Strafexpeditionen gegen die Germanen. In Köln, das er im Rahmen einer Überraschungsaktion wieder für die Römer gewinnen konnte, schloss er einen Frieden mit den germanischen Stämmen, die die Stadt bedrohten und kurzzeitig erobert hatten. Den nächsten Winter verbrachte er dann in Senonae. Möglicherweise wurde er erst jetzt von Constantius zum Oberbefehlshaber der gallischen Legionen ernannt.

#### Erfolge in Gallien
In Senonae besiegte Julian germanische Truppen, die die Stadt belagern wollten. Julian konnte so die Belagerung aufheben, doch wurde der Heermeister Marcellus, der Julian nicht zur Hilfe gekommen war, von Kaiser Constantius abberufen und durch den General Severus ersetzt. Dies belegt das Bestreben des Kaisers, Julian so gut wie möglich zu unterstützen, was aber nicht zum teils in den Quellen gezeichneten Bild passt, Constantius habe Julian oft behindern wollen und ihn um seine Siege beneidet. Dem Kaiser ging es vielmehr offenbar um die Sicherung Galliens. Nach seinem Sieg stieß Julian ins Innere Galliens vor. Im Sommer 357 musste Julian dann seine Feuerprobe als Heerführer bestehen. In der Schlacht von Argentoratum (heute Straßburg) besiegte er nach hartem Kampf ein großes Heer der Alamannen. Der Historiker Ammianus Marcellinus, der zu dieser Zeit Ursicinus unterstellt war, berichtet sehr ausführlich darüber. Nach der Schlacht wollten die Soldaten Julian angeblich zum Augustus ausrufen, doch er lehnte ab.
358 erlaubte er dem fränkischen Teilstamm der Salfranken die Ansiedelung auf römischem Reichsgebiet in Toxandrien, nachdem diese sich ihm unterworfen hatten. Andere fränkische Stämme am Niederrhein konnte er zurückschlagen und damit den Rhein als römische Grenze aufrechterhalten. Durch seine Erfolge erwarb er sich großes Ansehen bei den Truppen, die allerdings aufgrund der schlechten Versorgungslage dennoch mit Meuterei drohten. Julian konnte dies aber verhindern. Später im Jahr führte er Friedensverhandlungen mit den verschiedenen Alamannenführern im Rheingebiet und überwinterte dann in Lutetia, dem heutigen Paris.
Die Alamannen blieben dennoch unruhig, sodass Julian 359 eine Reihe von Strafexpeditionen gegen sie unternahm. Um die Grenze zu sichern, ließ er sieben zuvor zerstörte Städte als Nachschubbasen wiederaufbauen. Dabei wurde er von denjenigen Alamannen unterstützt, die den im Vorjahr mit ihm ausgehandelten Frieden einhielten. Durch gezielte Angriffe auf feindliche Häuptlinge auf der anderen Rheinseite bei Mogontiacum (Mainz) erreichte Julian schließlich einen Frieden mit dem Großteil der Alamannen. Den Winter verbrachte er wiederum in Lutetia.
Julian war in Gallien nicht nur auf militärischem Gebiet tätig. Er verhinderte auch Steuererhöhungen durch den gallischen Prätoriumspräfekten Florentius und übernahm selbst die Verwaltung der Provinz Belgica Secunda. Neben Ammianus und Hilarius, dem Bischof von Poitiers, bezeugt auch eine Inschrift in Benevent in Apulien, dass sich Julian durch seine Maßnahmen bei den Gallo-Römern einen guten Namen machte:
„Für Flavius Claudius Julianus, edelster und geheiligter Caesar, vom besorgten Tocius Maximus, vir clarissimus, für die Sorge um das Reich, aus Beneventum.“

#### Konflikt mit Constantius
Den pro-julianischen Quellen zufolge war Constantius die Beliebtheit seines Unterkaisers angeblich ein Dorn im Auge. Mit der (militärisch durchaus gerechtfertigten) Begründung, Truppen für den Perserkrieg zu benötigen, verlangte er 360 von Julian, einen Großteil seiner Soldaten und Offiziere nach Osten zu schicken. Mutmaßlich auch deshalb, weil im Jahr zuvor bei der Belagerung von Amida mehrere gallische Legionen von den Persern aufgerieben worden waren, formierte sich bei den Truppen Widerstand gegen diese Maßnahme. Eine Legion meuterte schließlich und rief Julian im Februar oder März in Lutetia zum Augustus aus. Dieser lehnte zunächst demonstrativ ab, ließ sich aber dann doch mit einer Schilderhebung nach germanischer Tradition zum Kaiser proklamieren, angeblich nachdem ihm im Traum der Genius des römischen Staates erschienen war. Damit bestätigte er das Misstrauen seines Vetters.
Denn es gibt Hinweise darauf, dass diese Erhebung von Julian selbst in Szene gesetzt wurde, zumal er seinen Soldaten danach ein großes Donativ versprach. Auch die anfängliche Zurückweisung des Diadems entsprach der herkömmlichen Praxis der recusatio imperii, so dass man Ammianus’ Bericht über die Kaisererhebung nicht völlig vertrauen darf. In der Forschung wird überwiegend davon ausgegangen, dass es sich bei diesem Akt letztlich schlicht um eine Usurpation Julians handelte. Um sich zu rechtfertigen, schickte Julian ausführliche Briefe nach Rom, Konstantinopel, Athen, Sparta und Korinth. Er betonte, dass er die neue Ehre nur widerstrebend angenommen habe, und behauptete, dass die wahre Macht bei seinen Befehlshabern liege. Zugleich aber kritisierte er die von Constantius geforderte Truppenverlegung. Dennoch versuchte er, mit Constantius zu einer Übereinkunft zu kommen, was freilich kaum mehr in Frage kam.
Im Winter feierte Julian in Vienna sein fünfjähriges Regierungsjubiläum, die Quinquennalien. Im Spätsommer 361 bereitete er, nachdem er die Verhältnisse am Rhein geordnet hatte und alle Verhandlungen gescheitert waren, einen Feldzug gegen Constantius vor, den er nunmehr offen unter den Schutz der alten Götter stellte. Auch sein Gegner bereitete sich auf eine militärische Auseinandersetzung vor und schloss deshalb einen Nichtangriffspakt mit den Persern. Bevor es zu einem Treffen kam, starb Constantius überraschend am 3. November im kilikischen Mopsukrenai, wobei er angeblich Julian zu seinem Nachfolger bestimmte.

### Alleinherrschaft

#### Rücknahme der konstantinischen Wende

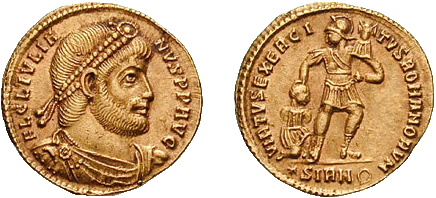
Solidus Julians, um das Jahr 361. Auf der Rückseite ein römischer Soldat mit einem Gefangenen.

Julian erfuhr in Dakien vom Tod seines Cousins und wurde nun Constantius’ Nachfolger als Herrscher des Gesamtreichs. Am 11. Dezember 361 traf er in Konstantinopel ein und organisierte dort das Begräbnis seines Vorgängers. Er besetzte wichtige Positionen mit Vertrauten und verschlankte die von Constantius aufgeblähte Verwaltung. Er entließ auch die große Zahl von Köchen und Barbieren, die im Palast angestellt waren. Um die Soldaten zu beruhigen, ließ Julian noch im Dezember einige einflussreiche Höflinge des Constantius wie den Kämmerer Eusebius oder den besonders unbeliebten Notar Paulus Catena („die Kette“) durch ein Tribunal in Chalkedon hinrichten – teilweise aus recht fadenscheinigen Gründen.
Er ernannte den gallischen Senator Claudius Mamertinus zum Konsul, der in seiner Antrittsrede den Regierungsantritt des neuen Kaisers als Beginn eines Goldenen Zeitalters darstellte. Zum Prätoriumspräfekten des Ostens wurde Julians alter Freund Saturninius Secundus Salutius ernannt. Julian wollte wie fast 400 Jahre zuvor Augustus ein partnerschaftliches Verhältnis mit dem Senat als Mittler zwischen Kaiser und Volk herbeiführen. Der neue Kaiser legte zudem wie schon als Caesar Wert auf die Zusammenarbeit mit den städtischen Eliten. Der redegewandte Mamertinus hatte unter ihm noch viele andere Ämter inne, einschließlich der Prätoriumspräfektur für Italien, Illyrien und Afrika. Allerdings wurde Julians Versuch, das Kaisertum, das sich längst weit von den Anfängen unter Augustus entfernt hatte, wieder zur civilitas zurückzuführen, von den meisten Zeitgenossen, die an das spätantike Herrschertum gewöhnt waren, mit Unverständnis quittiert. Selbst Freunden und Bewunderern erschien Julians Verhalten unpassend und verwirrend; seine Gegner hielten es schlicht für verlogen und aufgesetzt.

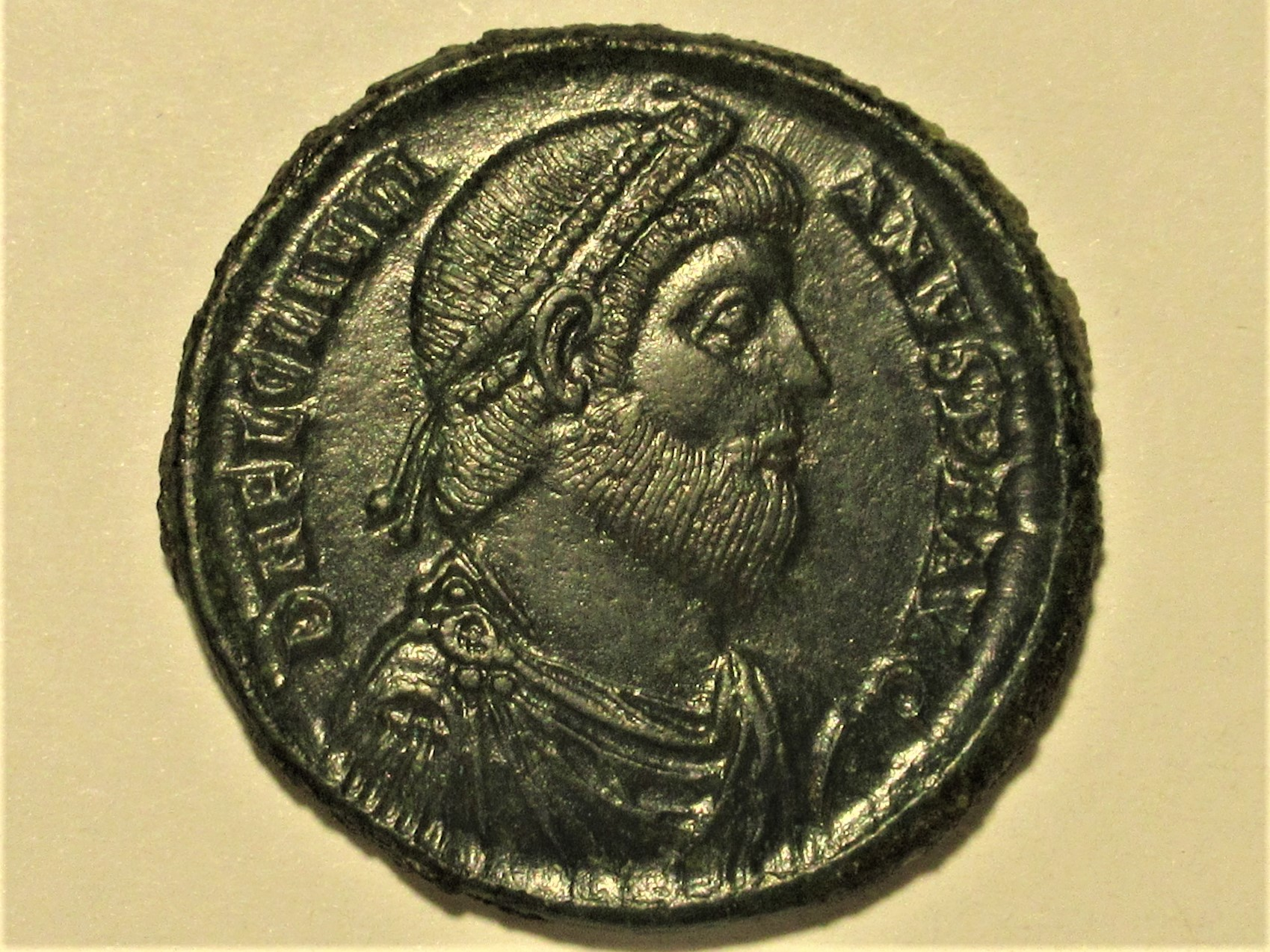
Große Bronzemünze Julians mit Philosophenbart

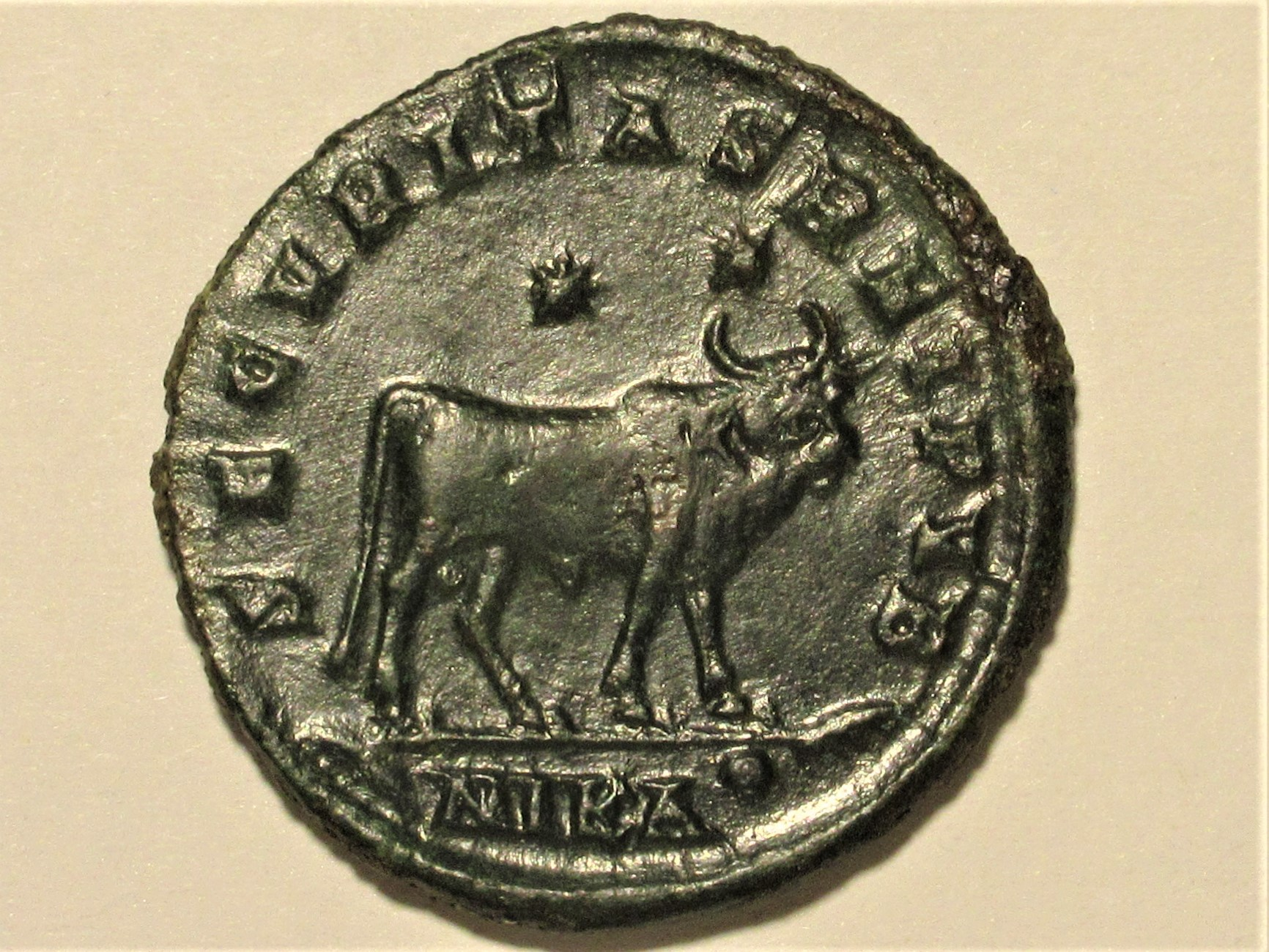
Rückseite der Münze mit Stier

Julian war der einzige römische Kaiser, der vom Christentum zum Heidentum wechselte. Die konstantinische Wende hatte im weiteren Verlauf des 4. Jahrhunderts zum Teil Übergriffe auf Heiden und die Schließung bzw. (allerdings nicht zur Zeit Konstantins) Zerstörung einiger ihrer Tempel nach sich gezogen. Konstantin hatte das Christentum noch nicht zur Staatsreligion erhoben. Das geschah erst unter Theodosius I. Konstantin und seine unmittelbaren Nachfolger entzogen den Heiden jedoch Privilegien, obwohl heidnische Kulte immer noch geduldet wurden. Diese Entwicklung hin zu einem Imperium Romanum Christianum suchte Julian als Kaiser nun aufzuhalten. Schon kurz nach der Bestattung seines Vorgängers ging er dazu über, öffentlich als Förderer der alten Kulte aufzutreten und auch selbst Opfer durchzuführen.
Die bekannteste unter Julian geprägte Münze zeigt ihn mit Bart auf der Porträtseite und einem Stier auf der Rückseite. Der Bart wird häufig als Bekenntnis zur griechischen Philosophie gedeutet. Der Stier wird auch als Apisstier und damit als Symbol für die von Julian wieder geförderten blutigen Tieropfer für die alten Kulte interpretiert, welche die klare Abgrenzung vom Christentum demonstrieren sollten.

#### Christenfeindliche Maßnahmen
Sogleich nach seiner Machtübernahme ging er daran, den Einfluss des Christentums zurückzudrängen. Dabei bediente er sich einer dreistufigen Strategie. Zunächst versuchte er, auf gesetzlichem Wege die Christen vom Rest der Gesellschaft zu trennen, indem er leitende christliche Beamte und Militärs entließ. In einer zweiten Stufe erneuerte er heidnische Kulte und ihre zerstörten Tempel und stellte deren Priester wieder ein (Restitutionsedikt). Hinzu kam das Rhetorenedikt von 362, mit dem er die Erteilung von Unterricht in heidnischer Literatur durch christliche Lehrer untersagte. Dabei argumentierte er, dass diese Werke nicht von Personen ausgelegt werden könnten, die die Weltsicht der heidnischen Autoren nicht teilten und daher nicht für das einstehen könnten, was sie unterrichteten. Streng genommen besagte das Gesetz lediglich, dass Lehrer sittlich geeignet sein sollten, weshalb es auch unter den christlichen Nachfolgern Julians in Kraft blieb. Die Christen sollten sich mit der Bibel und christlichen Autoren begnügen. Diese Entscheidung Julians, die in der Forschung häufig diskutiert wurde, wurde auch von dem ihm ansonsten wohlwollend gesinnten Geschichtsschreiber Ammianus Marcellinus kritisiert.
Offenbar war den Christen klar, was der Kaiser mit dem Edikt beabsichtigte. So legten der stadtrömische Rhetor Marius Victorinus, der 355 unter großem Aufsehen vom Heidentum zum Christentum konvertiert war, und ein Lehrer Julians in Athen, Prohairesios, ihre Ämter nieder. Im letzteren Fall intervenierte Julian und wollte eine Ausnahme machen, was Prohairesios jedoch ablehnte.
Auch ohne die offen erklärte Absicht einer Christenverfolgung (entgegen späterer Tradition ließ er niemals Christen aufgrund ihres Glaubens hinrichten) löste seine Politik stellenweise heftige antichristliche Übergriffe aus, die von Julian toleriert und nicht ernsthaft unterbunden wurden. Laut Klaus Bringmann war Julian ein „glühender Feind des Christentums“. Er ließ zwar sämtliche von seinem Vorgänger verbannten Bischöfe, darunter Nizäner, Donatisten, Novatianer und Eunomianer, aus der Verbannung zurückrufen, aber Ammianus schreibt diese scheinbare Milde dem Wunsch zu, die inneren Streitigkeiten unter den Christen zu schüren. Ammianus berichtet, dass Julian die Führer der verfeindeten christlichen Richtungen, deren Argumente er kannte und verspottete, in seinen Palast rufen ließ, um das angenehme Schauspiel ihrer Streitereien zu genießen. Einige Autoren sehen Julian für die Arianer Partei nehmen, möglicherweise weil seine Mutter Basilina Arianerin war. Diese Ansicht könnte aber auf Polemik der langfristig siegreichen Nizäner zurückgehen: Julian kannte seine Mutter nur im Kleinkindalter, und der Arianismus war die damals vorherrschende Form des Christentums, in der auch Julian erzogen wurde und von der aus er sich dann der heidnischen Philosophie zuwandte.
In einem dritten und für ihn entscheidenden Schritt begann Julian einen philosophischen Angriff auf das Christentum. In seinem Werk Contra Galilaeos (Gegen die Galiläer – so nannte er die Christen) und in vielen Briefen zeigte er Fehler und Gefahren des christlichen Glaubens auf und porträtierte die Christen als Abtrünnige des Judentums, einer viel älteren und allgemein akzeptierten Religion. Seine ablehnende Haltung der christlichen Lehre gegenüber formulierte er dem Kirchenhistoriker Sozomenos zufolge mit den einprägsamen Worten: „Ich habe gelesen, ich habe verstanden, ich habe verworfen!“

#### Ein fehlgeschlagenes Projekt – Julians heidnische „Reichskirche“
Das von Julian nachdrücklich vorangetriebene Projekt einer heidnischen „Reichskirche“ fand relativ wenig Anklang und endete mit seinem Tod. Er wollte eine reichsweit hierarchisch aufgebaute Organisation schaffen, die die Aufsicht über alle Heiligtümer und Priester übernehmen und in der Struktur der christlichen Kirche entsprechen sollte. Für die einzelnen Provinzen zuständige, vom Kaiser als dem Pontifex maximus ernannte Oberpriester sollten die örtlichen Priester ernennen und ihnen ihre Pflichten zuweisen. Wie weit diese Pläne verwirklicht wurden, ist unklar. Vor allem im Bereich der karitativen Maßnahmen wollte Julian ein Konkurrenzmodell zum Christentum aufbauen. Sein Konzept konnte aber im heidnischen Teil der Bevölkerung kaum Fuß fassen. Die von ihm ernannten Oberpriester konnten in der kurzen Zeit ihrer Tätigkeit keine Autorität gewinnen, die mit der Macht der christlichen Bischöfe vergleichbar wäre.
Julians Religiosität, die er mit seinem Bekenntnis zur neuplatonischen Philosophie verband, erscheint – wie bei vielen seiner Zeitgenossen – diffus. Im Sinne der Tradition des Iamblichos betrachtete er Philosophie und religiöse Praxis (insbesondere Theurgie) als Einheit und versuchte seinen Glauben auf eine philosophische Grundlage zu stellen. Er betonte vor allem die Verehrung der Göttermutter und des Helios, sprach aber auch älteren Gottheiten wie Zeus, Athene und besonders Apollon als dem Schutzherrn der Philosophie wichtige Rollen zu. Seine religiöse Gesinnung war der Absicht nach konservativ; er legte Wert darauf, kein Neuerer zu sein, sondern die von den Göttern selbst gegebenen Satzungen, die bei den Vorfahren galten, zu bewahren.
Ammianus Marcellinus, selbst kein Christ, kritisierte den „Aberglauben“ des Kaisers und seinen „Opferwahn“, der während seines Aufenthalts in Antiochia, wo die mehrheitlich christliche Bevölkerung angeblich hungerte, Folgen haben sollte (siehe unten). Theodoret berichtet in seiner Kirchengeschichte (3, 26 f.) von heimlichen Menschenopfern des Kaisers (etwa um aus den Eingeweiden der Geopferten die Zukunft zu lesen), was freilich ein Element der Polemik des christlichen Autors ist und von der Forschung als unglaubwürdig betrachtet wird. Julian hatte als Augustus die Eingeweideschau wieder zugelassen und führte stets Haruspices in seinem Gefolge. Er soll in den für ihn tödlich endenden Krieg gegen die Perser aufgrund einer Weissagung eines Orakels, das ihm den Sieg versprach, gezogen sein.

#### Julian und die Juden
Julian brachte eine Wende in der römischen Judenpolitik, da er die Juden aufgrund ihres Festhaltens am Glauben ihrer Väter sehr schätzte. In seinen Werken stellte er sie nicht nur gegenüber den Christen als Menschen dar, die auf einem richtigen Weg seien, den die Galiläer verlassen hätten, er pries auch ihr zähes Festhalten am bewährten Glauben als Vorbild für die Heiden. Auch die innerjüdische Hilfsbereitschaft erschien ihm vorbildhaft. Den Gott der Juden sah er entsprechend der interpretatio Graeca als einen Bestandteil des heidnischen Pantheons, weshalb er kritisierte, dass die Juden nicht ihrerseits die anderen heidnischen Götter anerkannten.
Insgesamt stand der Kaiser jedoch dem Judentum recht positiv gegenüber, er bezeichnete sich sogar selbst als Anhänger des Gottes Abrahams. Zugleich sollte dies aber nicht überschätzt werden; Julian zog die Juden den Christen vor und äußerte sich positiv über manche Elemente ihrer Religion, doch letztlich folgte er darin eher der Politik früherer heidnischer Kaiser, die den Juden Privilegien eingeräumt hatten. Er plante 363 sogar den Wiederaufbau des Jerusalemer Tempels, der jedoch dann zugunsten des Perserfeldzugs zurückgestellt wurde und nicht verwirklicht wurde. Theodoret schreibt in seiner Kirchengeschichte (3, 20), dass der Bau wohl begonnen wurde, es aber zu übernatürlichen Erscheinungen, schweren Erdbeben und Feuern gekommen sei, wodurch dann die aus aller Welt herbeigekommenen jüdischen Bauleute schließlich ihr Vorhaben aufgegeben und die Flucht ergriffen hätten. Julian erließ den Juden auch die ihnen auferlegte Sondersteuer, eine Maßnahme, die jedoch offenbar nicht mehr umgesetzt wurde. Neben einer gemeinsamen Ablehnung des Christentums wird als Grund für das gute Verhältnis des Kaisers zu den Juden auch die Absicht genannt, sich vor dem Persienfeldzug mit den babylonischen Juden gut zu stellen, um deren Unterstützung gegen die Sassaniden zu gewinnen.

#### Weitere innenpolitische Maßnahmen
Julian ging gegen Korruption und die teils unfähigen Berater seines Vorgängers vor, wenn auch manche Entlassung eher auf das christliche Bekenntnis des jeweiligen Beamten oder Militärs zurückzuführen ist. Er sorgte zudem für eine effiziente Verwaltung, förderte die Städte sowie das Finanz- und Postwesen und kümmerte sich auch intensiv um das Justizwesen und das Heer, dem er seinen Aufstieg verdankte. Diese Seite seines Wirkens wurde auch von einigen christlichen Autoren anerkannt, auch wenn seine Pläne aufgrund seines frühen Todes nur unvollständig umgesetzt wurden.
Besonders am Herzen lag Julian jedoch das Bildungswesen. Von bleibendem Einfluss blieb vor allem sein bereits oben besprochenes Rhetorenedikt, das von seinen christlichen Nachfolgern beibehalten wurde, weil es dem Staat eine Zugriffsmöglichkeit auf die Bildungseinrichtungen ermöglichte. Während die mit dem Rhetorenedikt verbundenen Maßnahmen von christlichen Zeitgenossen (aber auch von Ammianus) scharf kritisiert wurden und in der Forschung bis heute umstritten sind, ist Julians Bedeutung für die Bibliothek von Konstantinopel unbestritten. Sein Vorgänger Constantius II. hatte 356 dafür den Grundstock gelegt, Julian stiftete ihr seine umfangreiche Privatbibliothek und ließ zudem repräsentative Räumlichkeiten für die Bibliothek bauen. Außerdem förderte er die Universität von Athen, an der er vor seiner Ernennung zum Caesar selbst studiert hatte und an der auch sein Freund Priskos lehrte.

#### Julian in Antiochia – die Grenzen der heidnischen Programmatik
Vor seinem Aufbruch zu einem Persienfeldzug im Jahr 363 weilte Julian mehrere Monate in Antiochia am Orontes, einer der größten Städte des Reiches, die schon sehr früh christianisiert worden war. Dort stieß seine Politik, wie schon zehn Jahre zuvor die seines Bruders Gallus, auf scharfe Ablehnung. Trotz der schlechten Versorgungslage wegen einer Dürre und eines Erdbebens weigerte sich Julian, die für seinen Feldzug bestimmten Vorräte mit den Antiochenern zu teilen (siehe auch Hungersnot in Antiochia 362–363). Er unternahm auch wenig, um die Spannungen mit dem örtlichen Stadtrat zu beseitigen, dessen Mitgliedern er vorwarf, die Missernte zu ihrem Vorteil ausnutzen zu wollen: Julian ging davon aus, es sei in Wahrheit genügend Nahrung vorhanden, die von einer Minderheit zurückgehalten werde, und weigerte sich daher, selbst einzugreifen. Dies trug aber kaum zu seiner Popularität bei.
Sein Auftreten als philosophischer Asket mit Bart und seine moralisierende Art wirkten zunächst belustigend, da sie sich drastisch von dem Verhalten unterschieden, das man von einem spätantiken Kaiser erwartete. Allerdings stieß seine asketisch wirkende Einstellung bei den lebenslustigen Antiochenern sehr bald auf Ablehnung (so lehnte Julian heidnisch-erotische Literatur strikt ab). Er ließ auch Fingerspitzengefühl vermissen, als er nach einem Brand im Apollontempel von Daphne, einer Vorstadt Antiochias, christliche Kirchen schließen ließ, ohne dass Beweise gegen die Christen vorlagen. Die Stimmung schlug nun in offene Feindseligkeit um, was Julian zur Abfassung seiner Satire Misopogon (altgriechisch Μισοπώγων ‚Barthasser‘) veranlasste.
Fraglich ist zudem, ob die Mehrheit der Heiden etwas mit Julians neuer religiöser Programmatik anfangen konnte. Diese war in weiten Teilen philosophisch begründet und von einem starken persönlichen Wunderglauben durchzogen, den auch Ammianus kritisierte; hinzu kam, dass Julian eine große Anzahl von Tieren opfern ließ. Als Julian endlich in Richtung Osten aufbrach, wurde dies in der Stadt wohl nicht nur von den Christen mit Erleichterung aufgenommen, wenn auch seine Gegner Vergeltung nach seiner Rückkehr fürchteten.

#### Der Persienfeldzug
Siehe auch: Römisch-Persische Kriege

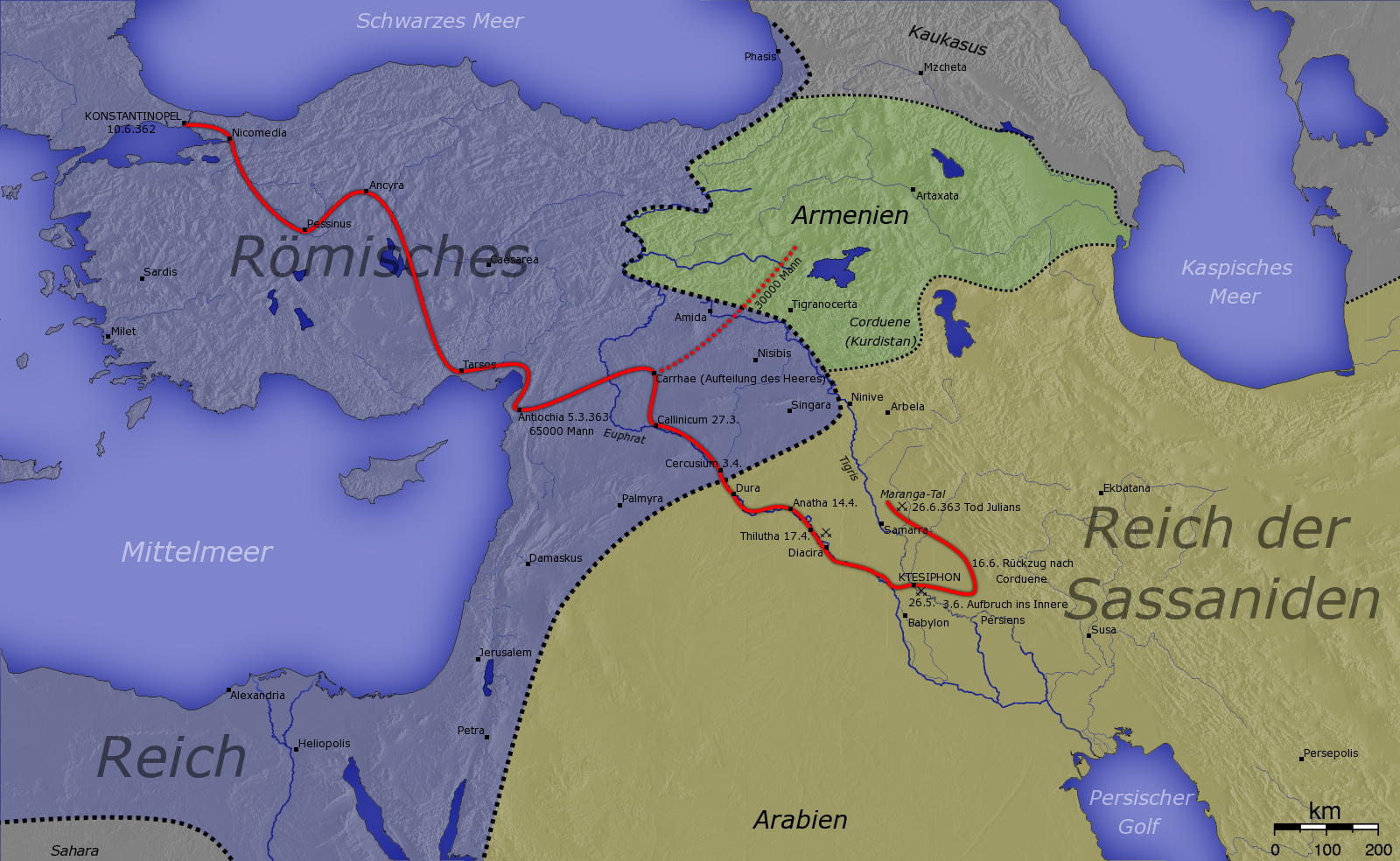
Julians Persienfeldzug

Die Motive des Persienfeldzuges, der eine der größten Militäroperationen der Spätantike war, sind nicht völlig klar. Vielleicht ging es um die Grenzsicherung, vielleicht aber auch um den Plan, ein „zweiter Alexander“ zu werden, denn Julian zählte Alexander den Großen neben Trajan, dem großen Parthersieger, und Mark Aurel zu seinen Vorbildern (siehe auch Alexander-Imitatio). Möglicherweise suchte der Kaiser einen militärischen Erfolg, um seine nicht unbestrittene Position im Inneren zu festigen.
Ob Julian wirklich einen ihm genehmen Sassanidenprinzen zum neuen Großkönig und Persien damit von Rom abhängig machen wollte, ist unklar. Unumgänglich war der Feldzug jedenfalls nicht: Obwohl Constantius II. keinen Frieden mit dem Sassanidenkönig Schapur II. geschlossen hatte, hatten sich die Sassaniden 360, nach erfolgreichen Feldzügen in Mesopotamien, zurückgezogen. Die Perser wollten sogar mit Julian die Friedensverhandlungen fortsetzen, die sie mit seinem Vorgänger begonnen hatten, was dieser jedoch ablehnte. Ammianus weist darauf hin, dass Julian begierig auf Siege über die Perser gewesen sei. Möglicherweise wollte sich Julian auch nur die weitere Unterstützung der Armee sichern. Das mit einem militärischen Sieg verbundene Prestige, die Beute und die Macht, die sowohl der Kaiser als auch die Armee dadurch gewinnen würden, sollten vielleicht das schwierige Verhältnis des Kaisers zu seinen Befehlshabern verbessern. Im späteren Verlauf des Feldzugs, als Erfolge ausblieben, kam es allerdings wiederholt zu Hinrichtungen von Offizieren und sogar zu Dezimierungen ganzer Truppenteile. Die Kampfeslust des Kaisers wurde offenbar nur von einem geringen Teil des Heeres geteilt, zumal sich die Strategie seines Vorgängers Constantius, einem offenen Schlagabtausch möglichst aus dem Weg zu gehen, im Nachhinein als die bessere Alternative erwies.

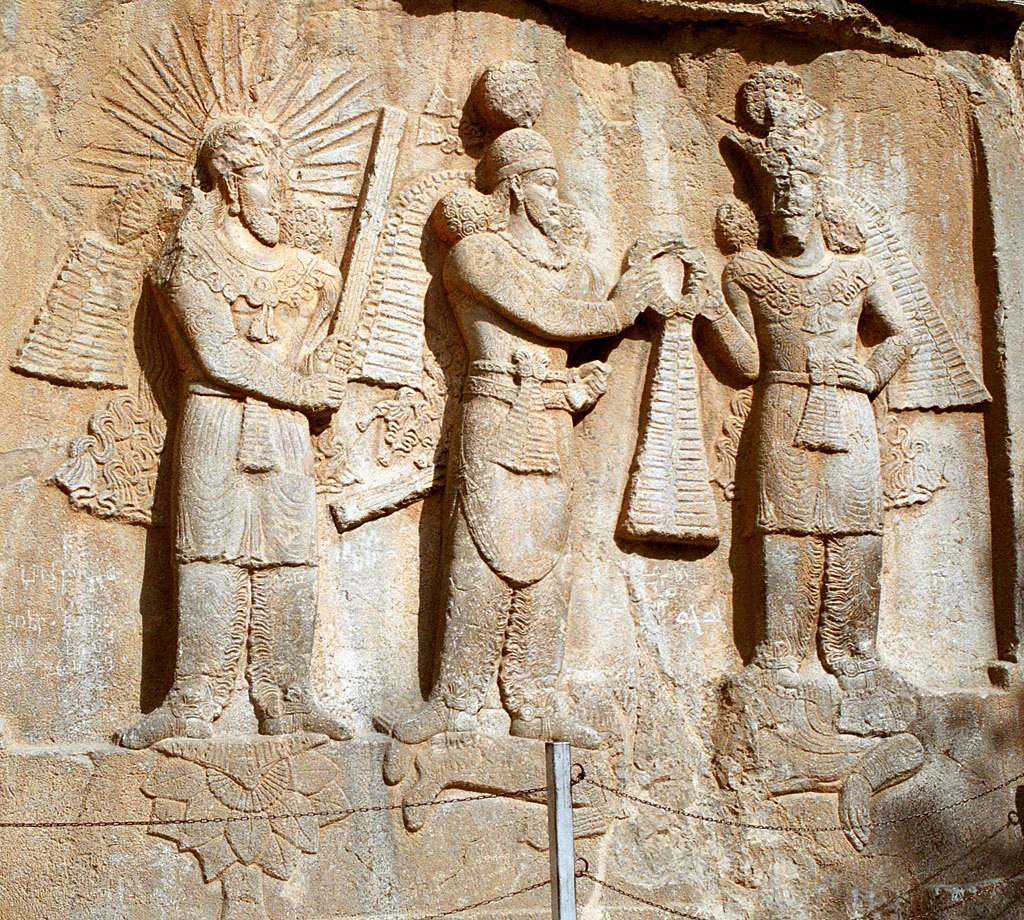
Investiturrelief Ardaschirs II. aus Taq-e-Bostan aus dem Jahr 379. Zu Füßen des Königs (Mitte) liegt eine bärtige Gestalt in römischer Kleidung mit Diadem, die als Kaiser Julian identifiziert wird. Ardaschir war 363 als Befehlshaber Schapurs II. (rechts?), seines Bruders, entscheidend am persischen Sieg beteiligt gewesen.

Am 5. März 363 brach Julian mit einem sehr starken Heer nach Persien auf, wobei die Zahlenangaben in den Quellen schwanken; Zosimos gibt 65.000 Mann an, was auch im Hinblick auf die Gesamtstärke des römischen Heeres realistisch sein dürfte. Er setzte auf die bereits in Gallien erfolgreich von ihm verwendete Strategie und rückte schnell Richtung Euphrat vor. Am 27. März überquerte Julian den Fluss. Er erhielt große Unterstützung von persischen Vasallen, zumeist Araber, die sich ihm ergaben und Truppen für weitere Operationen gegen ihre früheren Herren zur Verfügung stellten. In Carrhae angekommen, teilte er seine Armee. Er selbst zog südwärts durch Babylonien und Assyrien, seine Generäle Procopius und Sebastianus unterstützten mit einer Flotte den mit Rom verbündeten armenischen König Arsacius (Arsakes) bei der Sicherung des Nordufers des Tigris.
Anfang April zog das römische Heer über Circesium nach Dura Europos, wo Julian das Grab eines seiner Vorgänger, Gordians III., besuchte (der 244 auf einem Persienfeldzug von seinem Prätorianerpräfekten Philippus Arabs beseitigt worden oder in der Schlacht von Mesiche gefallen war). Am 7. April setzte er den Marsch nach Assyrien fort. Er eroberte die Festung Anatha und erreichte die Unterwerfung weiterer lokaler Fürsten. Zwar verzichtete Julian auf die Belagerung weiterer Festungen, seine Truppen eroberten jedoch die Städte Diacira und Ozogardana sowie Maiozamalcha, das schon recht nahe bei der persischen Hauptstadt Ktesiphon lag.
Schließlich erreichte Julians Armee, einem Kanal zwischen Euphrat und Tigris folgend, Ktesiphon. Nachdem der bisher geringe persische Widerstand immer heftiger wurde, rieten die römischen Generäle von einer Belagerung der Hauptstadt ab und forderten Julian, der es ohnehin versäumt hatte, Belagerungsgerät mitzuführen, zum Rückzug auf. Dieser stimmte widerstrebend zu und begann den Rückmarsch, auch aufgrund der wegen einer Strategie der verbrannten Erde der Perser zunehmend schlechten Versorgungslage. Die Flotte ließ Julian verbrennen, um sie nicht dem Feind in die Hände fallen zu lassen, anschließend führte er seine Männer in die Wüste. Die Erschöpfung der Soldaten machte bald darauf eine Rast notwendig. Das am 16. Juni eingerichtete Lager wurde jedoch immer wieder von persischen Guerillaangriffen bedroht.

### Tod und Nachfolge
Die darauffolgende Schlacht von Maranga verlief für die Römer noch recht günstig, wenn auch insgesamt ergebnislos; doch vier Tage darauf wurde Julian während eines unter Schapur II. geführten persischen Angriffs in einen Kampf verwickelt und von einem Speer tödlich am Bauch getroffen. Ammianus Marcellinus gibt an, Julian, der seine Rüstung nicht angelegt hatte, habe sich zu weit vorgewagt. Man weiß nicht, von wem der Speer geführt wurde. Julian wurde in sein Zelt getragen, wo er sich noch ein letztes Mal mit seinen Offizieren besprach, mit seinen philosophischen Freunden Maximos und Priskos diskutierte und schließlich seinen Verletzungen erlag. Er starb am 26. Juni 363 bei Maranga am Tigris im Alter von 31 oder 32 Jahren. Zunächst wurde er in Tarsos begraben, später aber angeblich nach Konstantinopel überführt.

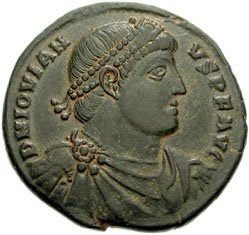
Julians Nachfolger Jovian

Mit Julian endete die konstantinische Dynastie, denn er hatte lediglich eine Tochter, die wohl noch im Kindesalter starb. Sein Nachfolger wurde der von einem Kollegium, bestehend aus Julians Offizieren Nevitta, Arinthaeus, Victor und Dagalaifus, gewählte Jovian, ein christlicher Offizier, dessen Vater bereits einen hohen Militärposten unter Constantius II. bekleidet hatte. Jovian musste mit dem Sassanidenkönig Schapur II. einen ungünstigen Frieden schließen und so den Preis für Julians Orientabenteuer bezahlen. Dies wurde aber weniger Julian als Jovian negativ angerechnet, vereinzelt wurde sogar die Notwendigkeit eines Friedens und der damit einhergehenden Geländeverluste generell bestritten.
Ob er nun tatsächlich notwendig war oder nicht, der Frieden von 363, den viele Römer als Schande ansahen, gab dem Reich eine Atempause. Für die Sassaniden bedeutete er nicht nur einen strategischen Erfolg, sondern auch einen erheblichen Prestigegewinn. Nach Julian ist kein römischer Kaiser mehr so weit nach Osten vorgedrungen, wenn man von den Operationen des Herakleios im frühen 7. Jahrhundert absieht, der dort Erfolg hatte, wo Julian scheiterte.

## Rezeption

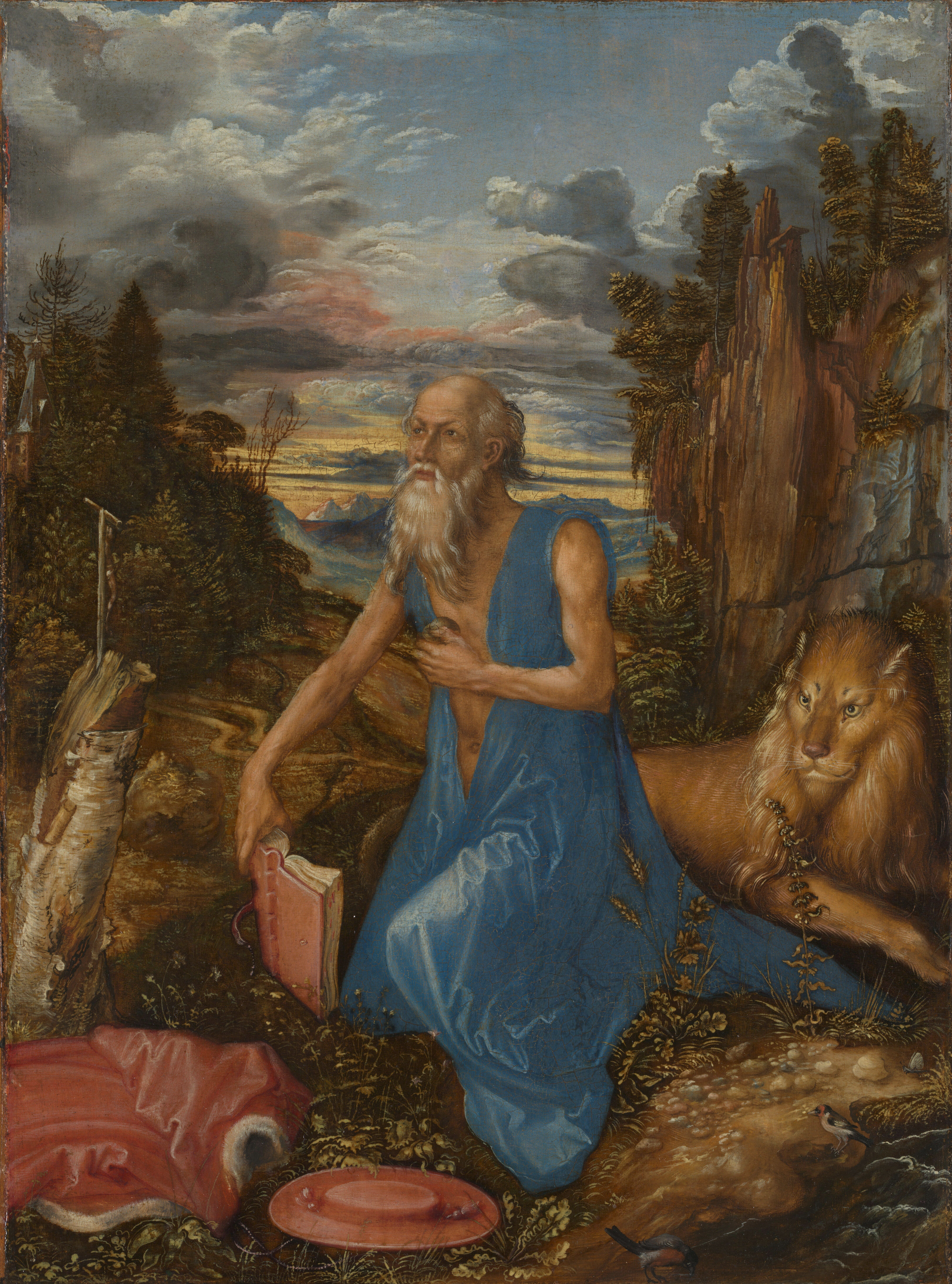
Hieronymus (Albrecht Dürer)

### Bewertung in der Spätantike
Die Bewertung Julians durch seine Zeitgenossen und die spätantike Nachwelt hängt stark von der jeweiligen religiösen Perspektive ab. Sein Leben wurde bald Gegenstand von Werken heidnischer wie christlicher Schriftsteller, wobei die einen seinen Kampf um die Bewahrung des alten Glaubens lobten, die anderen hingegen das Schicksal eines „Abtrünnigen“ als Gottesurteil erweisen wollten. Heidnische Autoren sehen ihn grundsätzlich sehr positiv. So spricht Eutropius von ihm als einem hervorragenden Mann, der das Reich vorzüglich verwaltet hätte, hätte er nur mehr Zeit gehabt. Auch der Redner Libanios, die Historiker Ammianus Marcellinus, Julians Leibarzt Oreibasios und Zosimos sowie viele andere altgläubige Autoren lobten Julian in den höchsten Tönen, auch wenn vielen Heiden wohl klar war, dass der Kaiser nicht zuletzt an seinen Ansprüchen gescheitert war.
Ganz anders sahen ihn die spätantiken Christen. Auch wenn einzelne wie Orosius ihm Respekt zollen, ist doch der Tenor ihrer Bewertungen sehr negativ. Prudentius nennt ihn treulos gegen Gott, aber nicht treulos gegenüber dem Erdkreis (dem Römischen Reich). Theodoret bezeichnet ihn als hässliches, stinkendes Schwein, der Kirchenvater Hieronymus als wütenden Hund, dessen früher Tod die verdiente Strafe für sein Heidentum gewesen sei. In der vierten Rede Gregors von Nazianz wird er als Παραβάτης (‚Verbrecher‘), Προδότης (‚Verräter‘), Εἰδωλιανός (‚Götzennarr‘, von eidôlon = ‚Götze‘), Ἀδωναίος (‚Schönling‘, von Adonis), Καυσίταυρος (‚Stierbrenner‘, wegen seines Opferwahns), Ἀποστάτης (‚Abtrünniger‘) und Πισαίος (‚Pisaner‘, wegen des dortigen großen Jupitertempels, also Jupiteranbeter) beschrieben. Den Ausgangspunkt für die Verbreitung des polemischen Beinamens Apostata („der Abtrünnige“), der bis in die Gegenwart verwendet wird, bildete eine Stelle im Werk De civitate Dei des Kirchenvaters Augustinus.

### Mittelalter und Frühe Neuzeit
Später war sogar von einem Teufelspakt Julians die Rede. Roswitha von Gandersheim, Otto von Freising und andere mittelalterliche Autoren verbreiteten die Legende vom zauberkundigen Tyrannen Julian. Diese Einschätzung des Kaisers geht wohl auf syrische Romane aus dem 6. Jahrhundert zurück. Julian wurde so zum Vorläufer des Faust.
Erst die Renaissance sah ihn wieder in einem positiveren Licht. Lorenzo de’ Medici glaubte seine Absicht zu erkennen, den alten Glanz des Römerreiches zu erneuern. Vor allem Humanisten wie Erasmus von Rotterdam würdigten Julian als guten Kaiser. Besonders in Frankreich wurde er geschätzt. Der Hugenotte Pierre Martini (Petrus Martinius) veröffentlichte 1566 als erster Schriften des Kaisers.
Michel de Montaigne widmete Julian seinen 1580 publizierten Essai Über die Gewissensfreiheit, wobei er sich auf die Darstellungen bei Ammianus Marcellinus und Eutropius berief. Er beschrieb ihn als sehr bedeutenden und außergewöhnlichen Mann, der sämtliche Tugenden besessen habe. Julian habe gute Gesetze eingeführt und die Steuerlast verringert. Trotz seiner Feindseligkeit gegenüber dem Christentum habe er sich nicht zu Intoleranz und Ungerechtigkeit hinreißen lassen. Tadelnswert fand Montaigne allerdings, dass Julian seine eigene Religion auf abergläubische Art praktiziert habe. Mit seiner Toleranzpolitik habe er die dogmatische Zwietracht unter den christlichen Eiferern verstärken wollen, um sie zu schwächen. Diese Vorgehensweise verglich Montaigne mit der Religionspolitik des damals herrschenden französischen Königs, Heinrichs III., der den Hugenotten 1576 Zugeständnisse gemacht hatte. In Frankreich sei die Gewissensfreiheit aber nicht gewährt worden, um die Gemüter zu erhitzen, sondern um sie zu beruhigen. Eine so positive Darstellung Julians war für einen Katholiken wie Montaigne eine große Kühnheit. Sie wurde vom kirchlichen Lehramt kritisiert.
Der Aufklärer Montesquieu bezeichnete Julian als idealen Herrscher. Ähnlich positiv sahen ihn Voltaire und der englische Althistoriker Edward Gibbon, wobei es zu einer Verklärung des Kaisers kam.

### Julian in der modernen Forschung
Die moderne Forschung nimmt von der früher gängigen Neigung Abstand, Julian entweder zu verteufeln oder ihn über Gebühr zu loben und zu einer tragischen Heldengestalt zu stilisieren. Sie versucht seine Persönlichkeit und Leistung zu würdigen, ohne sein Scheitern und seine Fehleinschätzungen zu verkennen. Dennoch gehen die Einschätzungen der Historiker weit auseinander. Teils wird der Kaiser hoch geschätzt, etwa bei Joseph Bidez, Marion Giebel oder Alexander Demandt, teils sehr kritisch gesehen. Wolfgang Schuller erklärt zum Scheitern Julians, dass mit seinem Tod nicht eine neue, hoffnungsvolle Entwicklung abbrach, sondern im Gegenteil ein romantischer Anachronismus endete. Auch andere Historiker wie Glen Bowersock, Gerhard Wirth und – wenigstens teilweise – Klaus Bringmann sowie Klaus Rosen bewerten Julians Lebenswerk eher kritisch. Bowersock betont, dass Julians Politik zu einer Fanatisierung der Heiden führte, die mit seinem Tod aber auch endete, wobei keineswegs alle Heiden um Julian trauerten.
Paul Veyne und Klaus M. Girardet meinen, dass sich der Paganismus möglicherweise oder sogar wahrscheinlich langfristig gegen das Christentum durchgesetzt hätte, wenn Julian seine Religionspolitik noch lange hätte fortsetzen können. Ob es wirklich möglich gewesen wäre, den christlichen Glauben zurückzudrängen und das Heidentum zu erneuern, bleibt offen. Die Vorstellung, Julian hätte zu den Zuständen vor Konstantin zurückkehren können, war wohl unrealistisch, wie die geringe Resonanz der heidnischen Reichskirchengründung und der Empfang in Antiochia zeigt. Das Christentum war zumindest im Osten schon zu stark verwurzelt, um völlig ausgeschaltet werden zu können. Das Heidentum, das keineswegs eine Einheit darstellte, war stark zersplittert und zeigte Zerfallserscheinungen. Auch unter den gebildeten Heiden gab es im 4. Jahrhundert eine Tendenz zum Monotheismus, die sich etwa im Kult des Sol Invictus zeigte. Giebel etwa betont zwar die Möglichkeit einer Erneuerung des traditionellen Götterglaubens, doch sollte sich das Christentum in der Folgezeit als das Band erweisen, das das Imperium im Osten noch rund ein Jahrtausend zusammenhielt. Klaus Rosen hat sich gegen die Vermutung ausgesprochen, dass Julian bei längerer Lebensdauer hätte Erfolg haben können. Kritisiert wird von den Historikern, dass Julian zu viel auf einmal wollte und nicht zu Kompromissen bereit war.
Sein ungeschicktes Verhalten in Antiochia, das er mit seinem Bruder Constantius Gallus gemeinsam hatte, verschärfte jedenfalls die Spannungen, die er durch sein teils hartes Vorgehen ausgelöst hatte. Bezeichnenderweise war der nächste Kaiser, der vom Heer gewählt wurde, wieder ein Christ. Als Vorzüge Julians würdigen die Historiker seine Intelligenz und seine Bildung, seine persönliche Anspruchslosigkeit, seinen Arbeitseifer und seine Fähigkeit zur Selbstironie (etwa in seiner Schrift Misopogon). Seine vielgerühmte Toleranz zielte nicht auf religiöse Gleichberechtigung, sondern gehörte in den Rahmen seiner aktiven Bekämpfung des Christentums, das er an den Rand der Gesellschaft drängen wollte, insbesondere indem er den Christen eine Karriere im Staatsdienst verbaute.
Sein großangelegter Feldzug gegen die Sassaniden, war – darüber herrscht in der Forschung weitgehend Einigkeit – schlecht geplant und überhastet ausgeführt. Wahrscheinlich hat Julian nicht nur die Schlagkraft seiner Feinde, sondern auch die klimatischen Widrigkeiten unterschätzt.
Über das Scheitern Julians können die lobenden Worte des Ammianus und die panegyrischen Reden des Libanios nicht hinwegtäuschen, die auch der Rechtfertigung des Herrschers dienen sollten, dessen Tod in vielen Städten mit Erleichterung aufgenommen worden war.

## Quellen

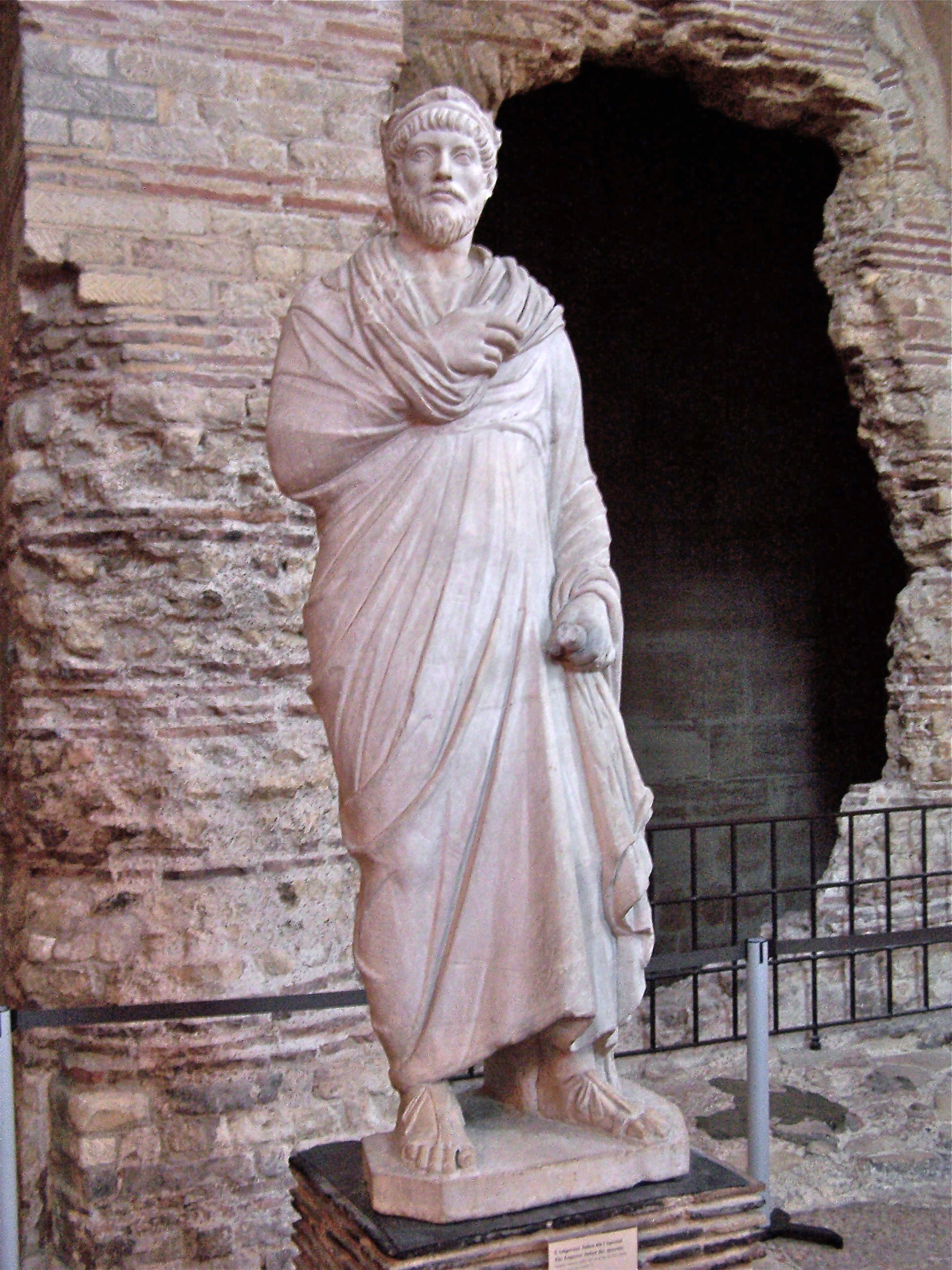
Statue im Musée de Cluny, Paris, von der lange angenommen wurde, sie würde Julian darstellen.

### Julian in Literatur und Kunst
Im Mittelalter war Julian vor allem durch die Vita des heiligen Basilius bekannt, mit dem er 355 in Athen studiert hatte. Julian galt als Inbegriff heidnischen Hochmutes, dem sterbenden Kaiser wurde das Zitat Vicisti, Galilæe (griechisch: Νενίκηκάς με, Γαλιλαῖε. Du hast mich besiegt, Galiläer.) in den Mund gelegt. Im Jesuitentheater des 17. Jahrhunderts versuchte man bereits, ihm gerecht zu werden.
Besondere Beachtung fand Julian ab dem frühen 19. Jahrhundert. Die Autoren dieser Zeit zeigten ihn teils als problematische, teils als respektable Figur, so Friedrich de la Motte Fouqué (Geschichten vom Kaiser Julian und seinen Rittern, 1818), David Friedrich Strauß (Der Romantiker auf dem Throne der Cäsaren, oder Julian der Abtrünnige, 1847), Joseph von Eichendorff (Julian, Versepos, 1853), Felix Dahn (Julian der Abtrünnige, Roman, 1894) und Henrik Ibsen (Kaiser und Galiläer, Drama, 1873). Dmitri Mereschkowskis Julian Apostata (1896, dt. 1903) bildet den Auftakt zur Romantrilogie Christ und Antichrist des Autors. Algernon Swinburne stellte seinem Abgesang auf das heidnische Rom, Hymn to Proserpine (1866), Julians angebliche letzte Worte voran. In jüngerer Zeit haben sich unter anderem Wolfgang Cordan (Julian der Erleuchtete, Roman, 1950), Gore Vidal (Julian, Roman, 1962) und Julian Barnes (Elizabeth Finch, Roman, 2022) mit Julian befasst.

## Werke
Zahlreiche Schriften Julians in griechischer Sprache sind erhalten. Er war der literarisch produktivste unter den römischen Kaisern. Seine Werke sind in mutmaßlicher chronologischer Reihenfolge:
- Erste Lobrede (Enkōmion) auf den Kaiser Constantius II. (Oratio I), wahrscheinlich 356 geschrieben. Die Lobrede folgt den für diese Gattung von Menander Rhetor aufgestellten Regeln. Julian legt dabei Wert darauf, als Philosoph und nicht als Rhetor aufzutreten. Er scheint auch dem Vorbild des Themistios zu folgen, der ebenfalls Philosoph war und das Herrscherlob dennoch nicht verschmähte.
- Lobrede auf die Kaiserin Eusebia, im Winter 356/57 geschrieben. Julian dankt der Kaiserin für ihre Gunst, insbesondere für die Erlaubnis, in Griechenland zu studieren, und äußert sich anerkennend über den aktuellen Stand der dortigen Philosophie.[8]
- Über die Taten des Kaisers, oder Über das Kaisertum = Zweite Lobrede auf Constantius, wahrscheinlich 357 oder 358 geschrieben, wobei die erste Lobrede den Ausgangspunkt bildete. Die Auslegung von Äußerungen der klassischen Autoritäten Homer und Platon spielt eine wichtige Rolle. Auch hier ist der Stil stark von rhetorischen Gesichtspunkten geprägt; inhaltlich treten staatsphilosophische Überlegungen und eine Darstellung des philosophischen Herrscherideals in den Vordergrund.
- Über die Abreise des vortrefflichen Salustius; Trostrede an sich selbst, 359 verfasst. Kaiser Constantius hatte Saturninus Secundus Salutius (oder Salustius), einen hochrangigen Vertrauten Julians in Gallien, abberufen. Das Werk zeigt die typischen Merkmale einer Trostrede.
- Brief an Senat und Volk der Athener (kurz Brief an die Athener), 361 verfasst, dient der Rechtfertigung von Julians Aufstand gegen Kaiser Constantius.
- Brief an den Philosophen Themistios, wohl gegen Ende 361 anlässlich von Julians Herrschaftsantritt geschrieben (nach einer anderen Ansicht aber schon 355 anlässlich seiner Erhebung zum Caesar); behandelt die Problematik der monarchischen Herrschaftsausübung durch einen Philosophen und der dafür erforderlichen Qualifikation, wobei Julian sich gegen die Auffassung des Themistios wendet.
- Das Gastmahl oder Die Kronia (Saturnalien), auch Die Kaiser. In dieser im Dezember 361 entstandenen Schrift setzt sich Julian mit seinen Vorgängern auseinander. Er lässt sie um den Vorrang streiten und den Sieg Mark Aurel zufallen.
- Gegen den Kyniker Herakleios, eine Anfang 362 gehaltene Rede. Julian wendet sich nicht gegen den Kynismus als solchen, sondern gegen eine bestimmte Richtung unter den Kynikern. Er befasst sich mit der Bestimmung des Begriffs „Philosophie“ und der philosophischen Mythendeutung.
- An die Göttermutter, eine wohl im März 362 anlässlich des Festes der „Großen Mutter“ gehaltene Rede, die von neuplatonischer Religiosität geprägt ist.
- Gegen die ungebildeten Hunde, eine im Frühsommer 362 entstandene Rede gegen die „Hunde“ (= kynische Philosophen; ein Wortspiel mit dem von Kýōn, „Hund“, abgeleiteten Namen der kynischen Schule). Julian schildert die Geschichte des Kynismus, wobei er den ursprünglichen, authentischen Kynismus mit späteren Verfallserscheinungen kontrastiert, die er bei Kynikern seiner Zeit beobachtet.
- An den König Helios; mit dieser Rede wendet sich Julian an den Sonnengott und legt eine neuplatonische philosophische Theologie vor.
- Antiochikos oder Misopogon (Μισοπώγων „Barthasser“), anlässlich von Julians Aufenthalt in Antiochia 362 und seines Konflikts mit Teilen der Stadtbevölkerung entstanden; selbstironische Betrachtung überlieferter moralischer, religiöser und kultureller Haltungen, deren Wert Julian verteidigt, obwohl sie nur ausnahmsweise aus spezifisch philosophischen Lehren ableitbar sind.
- Gegen die Galiläer (= Christen), eine verlorene Streitschrift, die aus Zitaten in Gegen Julian, einer Gegenschrift Kyrills von Alexandria, teilweise rekonstruiert werden kann. Julian argumentiert historisch, anthropologisch und philologisch.

Ferner verfasste Julian zahlreiche Briefe, von denen ein großer Teil erhalten ist, sowie Epigramme und gesetzgeberische Texte. Verloren ist die Darstellung seiner Taten in Gallien (biblidion), in der er besonders die Schlacht von Straßburg 357 behandelte und seinen Sieg wohl besonders hervorhob (Die Fragmente der griechischen Historiker, Nr. 238).

## Werkausgaben und Übersetzungen
Gesamtausgaben
- Joseph Bidez, Gabriel Rochefort, Christian Lacombrade (Hrsg.): Julien: Œuvres complètes. 2 Bände in 4 Teilbänden, 1924–1964. Les Belles Lettres, Paris (griechisch, französisch).
- Friedrich K. Hertlein (Hrsg.): Iuliani imperatoris quae supersunt praeter reliquias apud Cyrillum omnia. 2 Bände. Teubner, Leipzig 1875 (archive.org – Digitalisate).
- Wilmer Cave Wright (Hrsg.): The works of the emperor Julian. 3 Bände, 1969–1980. Heinemann, London, ISBN 0-674-99014-5 (griechisch, englisch, archive.org – Digitalisate, Nachdruck der Ausgabe von 1913–1923).

Sonstige Ausgaben und Übersetzungen
- Rudolf Asmus (Hrsg.): Kaiser Julians Philosophische Werke. Dürr, Leipzig 1908 (nur Übersetzungen; enthält: Trostrede an sich selbst, Brief an Themistios, vier Reden).
- Adele Filippo, Marco Ugenti (Hrsg.): Giuliano Imperatore. Elogio dell’Imperatrice Eusebia. Fabrizio Serra, Pisa/Rom 2016, ISBN 978-88-6227-893-5 (kritische Edition mit italienischer Übersetzung und Kommentar).
- Angelo Giavatto, Robert Muller (Hrsg.): Julien l’Empereur. Contre les Galiléens. Vrin, Paris 2018, ISBN 978-2-7116-2759-2 („Gegen die Galiläer“, griechischer Originaltext und französische Übersetzung).
- Marion Giebel (Hrsg.): Julian Apostata. Das Kaiserbankett / Der Barthasser. Marixverlag, Wiesbaden 2016, ISBN 978-3-7374-1027-4 (nur Übersetzung).
- Lisette Goessler (Hrsg.): Kaiser Julian der Abtrünnige. Die Briefe. Artemis, Zürich 1971 (nur Übersetzung).
- Rosanna Guido (Hrsg.): Giuliano Imperatore. Al Cinico Eraclio. Congedo, Lecce 2000, ISBN 88-8086-350-9 (griechisch, italienisch, mit Kommentar).
- Friedhelm L. Müller (Hrsg.): Die beiden Satiren des Kaisers Julianus Apostata (Symposion oder Caesares und Antiochikos oder Misopogon). Steiner, Stuttgart 1998, ISBN 3-515-07394-9 (griechisch, deutsch).
- Heinz-Günther Nesselrath (Hrsg.): Iulianus Augustus: Opera. De Gruyter, Berlin/Boston 2015, ISBN 978-3-11-022122-0 (kritische Edition, enthält sieben zur Zeit von Julians Alleinherrschaft entstandene Werke).
- Carlo Prato, Arnaldo Marcone (Hrsg.): Giuliano Imperatore. Alla madre degli dei e altri discorsi. Mondadori, Milano 1987 (griechisch, italienisch, mit Kommentar; enthält: Brief an Themistios, Rede auf die Göttermutter, Rede auf den König Helios, Der Barthasser).
- Carlo Prato, Dina Micalella (Hrsg.): Giuliano Imperatore. Contro i Cinici ignoranti. Università degli studi di Lecce, Lecce 1988 (griechisch, italienisch).
- Sara Stöcklin-Kaldewey: Kaiser Julian, An den Senat und das Volk der Athener. Einleitung, Übersetzung und Kommentar. In: Klio. Band 97, Nummer 2, 2015, S. 687–725 (griechisch, deutsch).
- Bertold K. Weis (Hrsg.): Julian. Briefe. Heimeran, München 1973, ISBN 3-7765-2110-4 (griechisch, deutsch).
- Marion Giebel (Hrsg.): Julian Apostata. Rede zu Ehren der Kaiserin Eusebia. KD, Speyer 2021, ISBN 978-3-939526-44-5 (griechisch, deutsch).